# Teddy Steinmayr
Teddy Steinmayr, född 4 februari 1964, är en friidrottare från Österrike. Han deltog vid olympiska sommarspelen 1988.